# Pieter Rozema
Pieter Rozema (Loppersum, 3 mei 1904 – Appingedam, 8 maart 1956) was een Nederlands architect en technisch medewerker bij waterschappen.
Hij was zoon van Antje Wiersma en Harm Rozema, opzichter en architect bij waterschappen in het noorden van het land. Twee zoons betraden de architectenwereld, naast Pieter ook de twaalf jaar oudere Evert Rozema. Pieter trouwde met Anne Haverkamp; hun zoon Harry Rozema trad in de voetsporen van vader, grootvader en overgrootvader.
Van de opleiding van Pieter is tot op heden niets bekend. Misschien volgde hij de ambachtsschool als onderdeel van Academie Minerva te Groningen, of die in Appingedam. Hij nam in 1930 met Kornelius Westerman uit Finsterwolde het architectenbureau van broer Evert over, omdat die gemeentearchitect werd van Appingedam. Rozema en Westerman ontwierpen gebouwen meest in de provincie Groningen. Als top van hun kunnen wordt genoemd de villa in Noordersingel 22 te Hoogezand-Sappemeer, opgetrokken in bouwstijl Amsterdamse School en later rijksmonument. Rozema was sinds 1933 voorts werkzaam als (hoofd-)opzichter en ontwerper bij waterschap Fivelingo. Hij was binnen het gebied nauw betrokken bij de wederopbouw met (her-)uitgraven van watergangen en herstel van kunstwerken die tijdens de Duitse bezetting 1940-1945 waren vernield.
Pieter Rozema en echtgenote werden begraven in Appingedam.